# Bistum Suwon
Das Bistum Suwon (lat.: Dioecesis Suvonensis, kor.: 천주교 수원교구) ist eine in Südkorea gelegene römisch-katholische Diözese mit Sitz in Suwon.
Ihr Gebiet umfasst die Städte Suwon, Bucheon, Siheung, Hwaseong, Pyeongtaek, Gwangju, Yongin, Anseong, Icheon, Yeoju sowie den Landkreis Yangpyeong-gun in der Provinz Gyeonggi-do.

## Geschichte
Das Bistum Suwon wurde am 7. Oktober 1963 durch Papst Paul VI. mit der Apostolischen Konstitution Summi Pastoris aus Gebietsabtretungen des Erzbistums Seoul errichtet und diesem als Suffraganbistum unterstellt.

## Bischöfe von Suwon
- Victorinus Youn Kong-hi, 1963–1973, dann Erzbischof von Gwangju
- Angelo Kim Nam-su, 1974–1997
- Paul Choi Duk-ki, 1997–2009
- Mathias Ri Iong-hoon, seit 2009